# Presqu'île du Bougainville
Pour les articles homonymes, voir Bougainville.
La presqu'île du Bougainville est l'une des trois presqu'îles du sud-ouest de la Grande Terre, île de l'archipel des Kerguelen relevant des Terres australes et antarctiques françaises. Elle est délimitée à l'ouest par la baie de la Table et à l'est par le fjord Larose, extension de la baie Larose.

## Géographie

### Caractéristiques

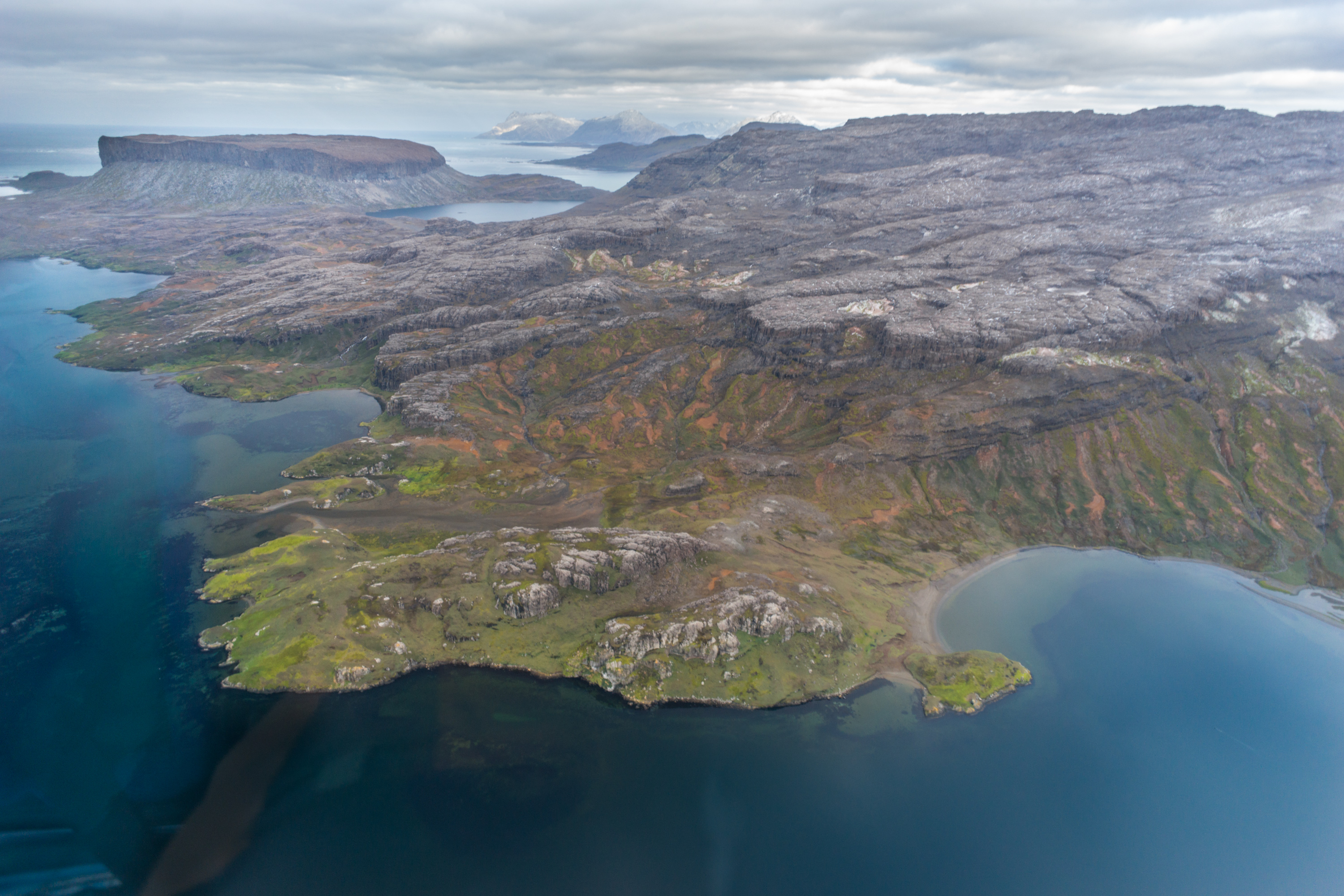
Vue aérienne de la presqu'île depuis le fjord Larose avec La Table (au fond).

Située entre la péninsule Rallier du Baty (à l'ouest) et la péninsule Gallieni (à l'est), sans être rattachée à aucun d'elles, la presqu'île du Bougainville est localisée au nord de la baie d'Audierne et est prolongée par le groupe des îlots Joubin.
Elle accueille la montagne de la Table – qui donne son nom à la baie homonyme à l'ouest – située à son extrémité et le lac des Megalestris en son centre.

### Topopnymie
Anciennement dénommée presqu'île des Megalestris depuis 1932 (en raison du lac éponyme), elle doit son nom actuel – donné par la commission de toponymie des Kerguelen en 1966 – à un navire de la Marine française, l'aviso Bougainville, commandé par Fabre de la Ripelle qui réaffirma l'appartenance de Kerguelen à la France lors d'une expédition géographique et naturaliste dans l'archipel en janvier 1939.